# Liste der geschützten Landschaftsbestandteile im Landkreis Jerichower Land
Die Liste der geschützten Landschaftsbestandteile im Landkreis Jerichower Land nennt die geschützten Landschaftsbestandteile im Landkreis Jerichower Land in Sachsen-Anhalt.

## Liste der geschützten Landschaftsbestandteile
| Bild           | Nr.        | Bezeichnung       | Gemarkung | Position                       | Beschreibung | Verordnung |
| -------------- | ---------- | ----------------- | --------- | ------------------------------ | --- | ---------- |
| weitere Bilder | GLB0034JL_ | Fuchsberg Gommern | Gommern   | 52° 4′ 0,1″ N, 11° 49′ 24,6″ O | Etwa 6,6 ha. Letzter Rest einer großen Wanderdüne. Bedeutung als Lebensstätte bestimmter wild lebender Tier- und Pflanzenarten, aus naturgeschichtlichen und wissenschaftlichen Gründen und wegen der Eigenart, Seltenheit und Schönheit der Binnendüne. | 2011       |

## Liste der geschützten Parkanlagen (Landschaftsbestandteile)
(Quelle:)
| Bild | Nr.        | Bezeichnung                                  | Gemarkung                    | Position                        | Beschreibung    | Verordnung |
| ---- | ---------- | -------------------------------------------- | ---------------------------- | ------------------------------- | --------------- | ---------- |
|      | GP_0002JL_ | Goethepark (Park am Bahnhof)                 | Burg (bei Magdeburg)         |                                 | 2018 Aufgehoben | 2010       |
|      | GP_0003JL_ | Park der Theologischen Hochschule Friedensau | Friedensau                   |                                 |                 | 2010       |
|      | GP_0004JL_ | Schlosspark Königsborn                       | Königsborn                   |                                 |                 | 2010       |
|      | GP_0005JL_ | Gutspark Brandenstein                        | Krüssau (Brandenstein)       |                                 |                 | 2010       |
|      | GP_0006JL_ | Dorfpark Lübars                              | Lübars                       |                                 |                 | 2010       |
|      | GP_0007JL_ | Gutspark Theeßen                             | Theeßen                      | 52° 14′ 26,9″ N, 12° 3′ 10,4″ O |                 | 2010       |
|      | GP_0008JL_ | Schlosspark Waldrogäsen                      | Wüstenjerichow (Waldrogäsen) |                                 |                 | 2010       |
|      | GP_0009JL_ | Schlosspark Pöthen                           | Pöthen                       |                                 |                 | 2010       |
|      | GP_0010JL_ | Gutspark Altenplathow / Volkspark Genthin    | Genthin (Altenplathow)       |                                 |                 | 2010       |
|      | GP_0011JL_ | Schlosspark Dretzel                          | Dretzel                      |                                 |                 | 2010       |
|      | GP_0012JL_ | Gutspark Karow                               | Karow                        |                                 |                 | 2010       |
|      | GP_0013JL_ | Gutspark Redekin                             | Redekin                      |                                 |                 | 2010       |
|      | GP_0002AZE | Gutspark Rottenau                            | Rottenau                     |                                 |                 | 2010       |

### Weitere Parkanlagen ohne Schutzstatus
| Bild | Bezeichnung                          | Gemarkung            | Position | Beschreibung |
| ---- | ------------------------------------ | -------------------- | -------- | ------------ |
|      | Schlosspark Zerben                   | Zerben               |          |              |
|      | Heidegarten Gommern                  | Gommern              |          |              |
|      | Flickschupark – „Tor zur Landschaft“ | Burg (bei Magdeburg) |          |              |
|      | Ihlegärten – „Grünes Gartenband“     | Burg (bei Magdeburg) |          |              |
|      | Weinberg – „Grüner Stadtbalkon“      | Burg (bei Magdeburg) |          |              |
|      | Gutspark Kade                        | Kade                 |          |              |
|      | Tiergarten                           | Leitzkau             |          |              |
|      | Schlossgarten Möckern                | Möckern              |          |              |
|      | Gutspark Ringelsdorf                 | Ringelsdorf          |          |              |
|      | Gänseberg Grabow                     | Grabow               |          |              |
|      | Gutspark Grabow                      | Grabow               |          |              |
|      | Weinberg Klietznick                  | Klietznick           |          |              |
|      | Klostergarten Jerichow               | Jerichow             |          |              |
|      | Tierpark Zabakuck                    | Zabakuck             |          |              |
|      | Gutspark Parey                       | Parey                |          |              |
|      | Lustgarten Parey                     | Parey                |          |              |
|      | Kantorwiese                          | Biederitz            |          |              |
|      | Dorfpark Heyrothsberge               | Heyrothsberge        |          |              |
|      | Gutspark Scharteucke                 | Scharteucke          |          |              |
|      | Gutspark Wilhelmsthal                | Wilhelmsthal         |          |              |
|      | Neugarten Dornburg                   | Dornburg             |          |              |
|      | Gutspark Göbel                       | Göbel                |          |              |
|      | Gutspark Isterbies                   | Isterbies            |          |              |
|      | Schlosspark Pietzpuhl                | Pietzpuhl            |          |              |
|      | Schlosspark Parchen                  | Parchen              |          |              |
|      | Bergpark Schlagenthin                | Schlagenthin         |          |              |
|      | Park des Herrenhaus Möser            | Möser                |          |              |